# Sporophila collaris
Sporophila collaris là một loài chim trong họ Thraupidae.